# Джирарди, Ульрико
Ульрико Джирарди (итал. Ulrico Girardi, 3 июля 1930, Кортина-д’Ампеццо, Венеция — 18 декабря 1986, там же) — итальянский бобслеист, разгоняющий, выступавший за сборную Италии в середине 1950-х годов. Серебряный призёр зимних Олимпийских игр 1956 года в Кортина-д’Ампеццо, чемпион Италии.

## Биография
Ульрико Джирарди родился 3 июля 1930 года в городе Кортина-д’Ампеццо, горнолыжном курорте с санно-бобслейной трассой, поэтому его спортивная карьера была предрешена заранее — он с детства занимался бобслеем, без проблем прошёл отбор в национальную сборную Италии. Выступая в четвёрке с перспективным пилотом Эудженио Монти, добился неплохих результатов, благодаря чему удостоился права защищать честь страны на Олимпийских играх 1956 года в родном же Кортина-д’Ампеццо. В составе четырёхместного экипажа, куда также вошли разгоняющие Ренцо Альвера и Ренато Мочеллини, завоевал серебряную медаль, уступив первое место швейцарской сборной.
После окончания Олимпиады продолжил соревноваться на самом высоком уровне, но уже менее успешно, не добившись сколько-нибудь значимых результатов на международной арене. В конце десятилетия занёс себе в актив золото и бронзу национального первенства, в то время как на чемпионатах мира так ни разу и не смог подняться на подиум. Конкуренция в сборной сильно возросла, поэтому вскоре Ульрико Джирарди принял решение завершить карьеру профессионального спортсмена, уступив место молодым итальянским разгоняющим. Умер 18 декабря 1986 года в своём родном городе Кортина-д’Ампеццо.